# Doom Eternal
『Doom Eternal』（ドゥーム エターナル）は、id Softwareが開発し、ベセスダ・ソフトワークスが発売したファーストパーソン・シューティングゲーム。Doomシリーズ5作目で2016年の『Doom』の直接的続編となる本作は2020年3月20日にWindows、PlayStation 4、Stadia、Xbox One版が発売され、同年12月8日にNintendo Switch版が発売された。本作は、キャンペーンやグラフィック、レベルデザイン、戦闘、 ミック・ゴードンによる音楽、ストーリーテリング、メカデザイン、そして前作での問題点を改善したことで賞賛され、高い評価を受けた。 
2020年10月20日、本編のエンディング後の世界が描かれるスタンドアロンのキャンペーンDLC第一弾『The Ancient Gods - Part One』が配信され、2021年3月18日にDLC第二弾『The Ancient Gods - Part Two』が配信された（本DLCをもって2016年の『Doom』から続く物語は完結する）。 

## ゲームプレイ
本作は地獄のデーモン勢力と戦う古代の戦士ドゥームスレイヤーの戦いを描いたファーストパーソンシューティングゲームである。本作は、前作同様にアグレッシブな戦闘に重点を置いており、プレイヤーにヘルスアイテム、弾薬、アーマーを獲得するために積極的に敵と交戦することを奨励している。プレイヤーはコンバットショットガン、スーパーショットガン、ヘビーキャノン、ロケットランチャー、プラズマライフル、BFG 9000、バリスタなどのさまざまな銃器のほか、チェーンソー、「クルーシブルブレード」、及び格納式アームブレード「ドゥームブレード」などの近接武器も使用できる。ドゥームブレードはより多くの種類の迅速で暴力的な処刑「グローリーキル」を行うのに使い、グローリーキルを行うとヘルスアイテムを得られる。スーパーショットガンに「ミートフック」MODが備え付けられており、敵に向かって自分を引き寄せることができ、戦闘と移動の両面で使える鉤縄として機能するが、敵にのみ取り付けることができる。ドゥームスレイヤーのアーマーには、手榴弾や氷爆弾を投下する能力を備えた肩載せ型ランチャーが含まれている。新たなフレイムベルチで敵に火をつけると常にアーマーがドロップし、チェーンソーで敵を倒すと弾薬がドロップする。壁登り、ダッシュ移動、鉄棒にぶら下がるなどの新たな移動メカニズムも導入されている。 
2020年1月に一般公開されたデモビルドでは、高難易度のスレイヤーチャレンジ、センチネルクリスタルなどの追加のアップグレード資源、一部の敵ユニットを制御する能力などの新たなメカニズムも明らかになった。 
クリエイティブディレクターのヒューゴ・マーティンは、デーモンの種類が前作の2倍であると述べている。マローダーやドゥームハンターなどの新たなタイプの敵が登場するほか、ペイン・エレメンタル、アラクノトロン、アーチ＝ヴァイルなどの敵は、Doomシリーズの過去作品から再導入されている。 
「Destructive Demons」と呼ばれるメカニズムが組み込まれ、大半の敵は攻撃を与えてダメージを蓄積させるほど肉体が徐々に破壊されるという描写が行われる他、一部のデーモンは特定の部位を破壊して強力な攻撃を使わせないようにすることができる。 
新しいライフシステムも実装されており、ゲームプレイ中にプレイヤーはステージ内に点在するヘルメット状の1-upアイテムを集めて「エクストラライフ」を獲得できる。エクストラライフを持っている状態で体力が尽きると、最も近いチェックポイントに戻されることなく、エクストラライフを消費してその場でヘルスを全回復する。 
また、ゲームの新機能としてプレイヤーがミッションの合間に訪れることができるハブエリア「ドゥームの要塞」が登場する。要塞の扉がロックされた部屋の中にはいくつかのアップグレードとギアが置かれている。プレイヤーは6つのスレイヤーゲートをクリアした後、ボーナス武器「アンメイカー」をアンロックできる。

### マルチプレイヤーモード
本作には「バトルモード」を含む数種類の非対称マルチプレイヤーモードを搭載している。このゲームタイプは2対1のPvPマルチラウンドマッチで、完全装備の1人のスレイヤーと、2人のプレイヤーが制御する2体のデーモンチームが対戦する。発売時にはプレイ可能なデーモンが5種類存在し、発売後の無料アップデートでさらに多くのデーモンが追加される。最初に利用可能な5つのデーモンは、マローダー、マンキュバス、ペイン・エレメンタル、レヴナント、アーチ＝ヴァイルである。通常の攻撃に加えて、それぞれのデーモンには「召喚ホイール」があり、4つの追加の能力の選択が含まれている。
追加のモード「侵略」も開発中で、発売後のアップデートで無料でリリースされる予定である。このモードでは、プレイヤーは他のプレイヤーのシングルプレイヤーキャンペーンに参加して、デーモンとして戦うことができる。このモードは、一人でゲームをプレイしたいプレイヤーによってオフにできる。

## ストーリー

### 本編
ユニオン・エアロスペース・コーポレーション（UAC）火星基地の惨劇から2年後。地球はデーモンの勢力の侵略を受けており、今や堕落したUACの下全人口の60％が殺害されていた。人類は辛うじて「アーマード・レスポンス・コリジョン（ARC）」というレジスタンスを結成して立ち向かっていたが、もはやその命運は風前の灯となっていた。前作のエンディングにおいて、サミュエル・ハイデン博士の裏切りにより未知の場所へテレポートされたドゥームスレイヤーは、「これは人類が罪を償う機会である」とデーモンの侵略を主導する、天使を彷彿させる種族の長カーン・メイカーと彼女等に仕える3人の強力な魔術師ヘルプリーストを殺してデーモンの侵略を鎮圧するため、新たな武器を携えて元UACのAI・VEGAによって制御される衛星要塞「ドゥームの要塞」に帰還を果たした。地球に降り立ったドゥームスレイヤーはニューヨークで最初のヘルプリーストディーグ・ナイロックスを倒したが、カーン・メイカーが残り2人のプリーストをどこかに転送させたため、この2人の追跡を開始する。
ヘルプリースト追跡の為アージャント・ドヌールのエグザルティアにてセレスティアルロケーターを取得する際、センチネルの主君であるノビク王の霊と謁見する。王はセンチネルから追放され、孤独にデーモンと戦う道は決してドゥームスレイヤーを救済しないと警告するが、同時にスレイヤーの狙っているヘルプリーストを救うべきものではないとして討伐を任せる。その後、ドゥームスレイヤーはかつてアージャント・ドヌール陥落の一因となってしまい、失意のままに地獄にとどまっている裏切り者・バレンと地獄で再会する。バレンは「人類を救うことは決してドゥームスレイヤーを救うことはない」と警告し、ドゥームスレイヤーにセレスティアルロケーターの電源と自身の短剣、そして呪われ続けている息子の魂の解放を彼に託す。ロケーターの確保後、VEGAはドゥームスレイヤーを二人目のヘルプリーストが避難した北極圏の拠点に誘導する。そこでドゥームスレイヤーはスーパーショットガンを回収し、ガーディアンドゥーム・ハンターを倒した後でヘルプリーストディーグ・ラナクを斬首する。 
カーン・メイカーは最後のヘルプリーストをドゥームスレイヤーの手の届かぬ安全な場所に転送し、地球への侵略を推し進める。ドゥームスレイヤーはやむを得ず作戦を変更し、侵略が始まった地点である中央ヨーロッパのスーパーゴアネストを破壊する。次にVEGAは、最後のヘルプリーストの居場所を知るだろうサミュエル・ハイデン博士を見つけることを提案する。ドゥームスレイヤーは安全なARC施設へとたどり着き、機械化されたハイデンのボディとクルーシブルを回収した後、デーモン側の刺客として送り込まれたアージャンタの戦士・マローダーを撃破する。 
精神を衛星要塞にアップロードされたハイデンは、最後のヘルプリーストの隠れ場所がセンチネル・プライムであることを明らかにする。センチネル・プライムに繋がる唯一のゲートは火星の地殻内部に隠された失われた街ヘベスにある。近道の為ドゥームスレイヤーはフォボスのUAC基地へと移動し、そこに設置されていたBFG 10000を使用して火星に穴を開け、コアへ突入する。センチネル・プライムに到達すると、ドゥームスレイヤーの記憶がフラッシュバックする。ドゥームスレイヤーは、この世界にデーモンが出現するよりも遥か昔からデーモンを殺し続けてきた人物である事が明かされる。かつてセンチネル・プライムに辿り着いた時、傷つき瀕死の状態であった彼が被っていたヘルメットは、異なる世界(『DOOM』『Doom II』『Doom 64』)の宇宙海兵隊（スペースマリーン）が装着するヘルメットと全く同じものであり、ドゥームスレイヤーとはデーモンへの怒りと憎悪を抱き地獄に留まって戦い続けてきたドゥームガイその人であったのだ。拳闘士の闘技場で自らの能力を証明したドゥームガイは、ナイトセンチネルの一員として認められ、デーモンとの熾烈な戦いの末に地獄に封印され、やがて復活を果たした。
そして今再びセンチネル・プライムへ戻ってきたドゥームスレイヤーは、最後のヘルプリーストが闘技場に隠れていることに気づく。ドゥームスレイヤーは闘技場に降り立ち、最後のガーディアンであるデーモングラディエーターを殺す。次いで最後のヘルプリーストを殺そうとするも、聖地を血で汚せばナイトセンチネルから追放されると警告を受ける。しかしドゥームスレイヤーは警告に動じることなくヘルプリーストのディーグ・グラブを銃殺し、テレポートで衛星要塞へと戻った。
デーモンの地球侵略がドゥームスレイヤーによって食い止められる中、カーン・メイカーはかつてアージャント・ドヌールを滅ぼした超捕食者のデーモン罪の聖像を復活させることを決意し、その障害となるドゥームスレイヤーの衛星要塞を遠隔で停止する。しかしドゥームスレイヤーはクルーシブルに隠されていたアージャントエネルギーを使用して衛星要塞を再起動し、タラス・ナバドに移動して、センチネル時代の自分のクルーシブルブレードを回収して再活性化させる。ハイデンはドゥームスレイヤーに、カーン・メイカーが人間の魂の大量の犠牲と拷問によって生み出されるアージャントエネルギーを生産するため、地獄との同盟を結んだと説明した。本来カーン・メイカーはあくまで神の代理人であり、一定期間をおいて順番に交代していく存在のはずであった。しかし主神の存在が忽然と消えた今や、侵略した世界を地獄に提供する見返りに、カーン・メイカーは自分の領域であるアーダックの存続に必要なアージャントエネルギーの分け前を受け取っていた。カーン・メイカーは寿命を延ばすため、アージャントエネルギーに完全に依存するようになっていたのだ。
ハイデンは、罪の聖像が存在するカーン・メイカーの領域アーダックに通じるポータルが見つかるまで、地獄の巨大な城塞・ネクラヴォルを介してドゥームスレイヤーを導く。カーン・メイカーを見つけだしたドゥーム・スレイヤーは、罪の聖像、すなわちバレンの息子の心臓を託された短剣を使って破壊し、罪の聖像復活の儀式を阻止した。しかしカーン・メイカーの支配から解放された罪の聖像は休眠状態から目覚め、地球へとテレポートしてしまう。その結果カーン・メイカーと地獄の同盟関係は崩壊し、デーモンのアーダック侵略が可能になってしまう。カーン・メイカーは、自分が生き残るためにはアーダックが地球を破壊しなければならないと言い、ドゥームスレイヤーと対決する。戦いの末カーン・メイカーを殺したドゥームスレイヤーは、ポータルで地球に戻り、罪の聖像に立ち向かう。崩壊する摩天楼での激戦の末、ドゥームスレイヤーは彼のクルーシブルブレードを罪の聖像の頭に突き刺し、最も巨大なデーモンを葬り去る。崩れ落ちる罪の聖像を背に、人類の救世主となってしまったドゥームスレイヤーの戦いは「永遠（eternal）に続く」と物語るノビク王の声と共に、ドゥームスレイヤーは次なる戦いに向かって歩き出す。
クレジット終了直前のシーンでは、なぜか衛星要塞内の私室にてスレイヤーのアクションフィギュアで遊ぶデーモンの前に、本物のドゥームスレイヤーが現れる。また、クレジット後は衛星要塞にて、罪の聖像がARCの科学者によって破壊され、地球に侵攻していたデーモンが撃退されたとする最後のARC放送を聞くことができる。

### The Ancient Gods - Part One
罪の聖像を倒し、地獄の地球侵略を阻止したにもかかわらず、ドゥームスレイヤーの勝利は代償無しでは訪れなかった。カーン・メイカーの死と地獄のアーダック征服により、デーモンが全次元を支配し地球への侵略を再開するチャンスを得た。これを防ぐためにドゥームスレイヤーは、サミュエル・ハイデンやARCの科学者と共にセラフィムの身柄を探し出して解放する任務に乗り出した。
ドゥームスレイヤーは、セラフィムの格納ポッドがあるUACアトランティカ施設へと向かう。彼がハイデンの意識をポッドにアップロードした事により、ハイデンとセラフィムが同一人物である（正確にはセラフィムの意識を与えられて創られたクローンである）ことが明らかになる。
セラフィムはファーザーを肉体を持つ存在へと戻すため、地獄の血の沼からファーザーのライフスフィアを取り戻し、VEGAと結合させて父を肉体に戻すことをドゥームスレイヤーに託した。ドゥームスレイヤーは血の沼を抜け、マリゴグの試練を乗り越え、戦い抜いた後、ついにファーザーのライフスフィアを確保する。しかしドゥームスレイヤーはセラフィムには渡さずスフィアを破壊し、代わりに地獄の王である闇の主を復活させ、これを抹殺することで地獄以外の全ての悪魔を滅ぼすことを決意する。
ドゥームスレイヤーはアーダックへと戻り、ライフスフィアを持つ者なら誰でもそれを起動できる場所ルミナリウムへとたどり着く。しかしその前に退化的な変容によって衰えたセラフィムが、闇の主復活を防ぐために立ちはだかった。激闘の末にドゥームスレイヤーはセラフィムを倒すも、止めを刺す前にファーザーによってセラフィムはテレポートさせられてしまう。闇の主に肉体を与え蘇らせると取り返しがつかないと警告されるが、ドゥームスレイヤーは闇の主の召喚を始める。そして出現した闇の主の姿は、ドゥームスレイヤーとまったく同じ姿であった。

### The Ancient Gods - Part Two
ドゥームスレイヤーの闇の主討伐は、決して血を流す事が許されないというルミナリウムの法則により失敗。闇の主は最後の決着をつけるため「地獄の都インモラにて待つ」と言い残して姿を消してしまう。
ファーザーから「インモラに向かうにはディヴームの門を開く必要がある」と告げられたドゥームスレイヤーは、扉を開くのに必要なレイス・クリスタルを回収するため、ファーザーの手によってアージェント・ドヌールに送り込まれる。クリスタルの存在するワールドスピアを目指す途中、ドゥームスレイヤーの前にバレンが現れる。罪の聖像が滅ぼされたことで本来の名前を取り戻したバレンは、失われたクルーシブルブレードのかわりに「センチネルハンマー」をドゥームスレイヤーへと託す。ドゥームスレイヤーは王の灯火を点火し、ナイトセンチネルの亡霊たちの力を借りて、ワールドスピアからレイスクリスタルを回収することに成功する。
地球に帰還したドゥームスレイヤーはディヴームの門を開き、地獄の都インモラへと転移する。そこでは巨大な城壁とデーモンの軍勢がドゥームスレイヤーを待ち構えていたが、時を同じくしてバレンが率いるセンチネルの軍勢と地球人類の残存兵力もテレポートで侵入したことで、ついに最後の決戦が始まる。
地獄の主戦力が襲いかかってくる中を突破したドゥームスレイヤーは、ついにそこで闇の主と対峙する。闇の主は自身こそが多元宇宙の真の造物主ダボスであり、地獄こそが最初に創られた次元ジェカッドであることを明かす。しかし死を厭うたジェカッドの人々とダボスが、不死を得るため手段を選ばず他の次元に侵略して破壊しはじめた事で、ダボスのしもべとして創られたはずのファーザーとメイカーたちはダボスを裏切り、その創造力を奪い取ってダボスとジェカッドを封印。さらに歴史を書き換えてファーザーこそが創造主であり、ダボスは地獄を支配する闇の主であると改竄を施してしまった。これに激怒したダボスはすべての被創造物を滅ぼすことを決意し、ジェカッドを地獄へと作り変えてファーザーとの戦いを開始。そしてセラフィムやカーン・メイカーの自我に影響を及ぼし、さらにセラフィムが流れ着いたドゥームガイをドゥームスレイヤーへと作り変えるよう無意識のうちに誘導。その結果、ドゥームスレイヤーはカーン・メイカー、そしてファーザーとセラフィムを肉体的に再起不能にし、ダボスの復讐と復活を果たすという結果をもたらしてしまったのだ。しかしダボスの対にあたる男であり、彼の影響のもとに作り変えられたドゥームスレイヤーは、同時にダボスを滅ぼす事ができる唯一の存在でもあった。
セラフィムと同じ姿を持つ古代神たちが見守る中、壮絶な決闘の末にドゥームスレイヤーはついにダボスを下す。「自らの創造主に何か言うことはないのか」と問われたドゥームスレイヤーは「無い」と言い捨ててダボスの胸を貫き、その死を見届ける。闇の主の討伐により地獄以外の次元に現れたデーモンはすべて消滅し、あらゆる世界は地獄から来る脅威より救われたのだった。だが、その滅びはダボスの創造物として異世界からやってきたドゥームスレイヤーさえも例外ではなかった。意識を失うドゥームスレイヤーは、古代神たちの手によって再び石棺の中で眠りにつく。
「あなたは影の世界を永遠に歩き続け、他の誰もがくじける中で、悪に立ち向かうのだ。あなたの報復への渇望が決して冷めないように、あなたの剣の血が乾かないように、そして私たちがあなたを再び必要としないように」
いずれ再び戦いが始まる時に備えて、そしてその備えを要するような戦いが二度と起こらない事を願って…

## 登場人物
ドゥームスレイヤー（Doom Slayer）
主人公。プラエトルスーツに身を包み、次元を超えて歩き回れる唯一の人間。驚異的な力とスピードを併せ持つ。地獄に関わるものすべてを憎悪しており、破壊しつくそうとする。
前作の結末においてハイデン博士の手により何処かへと追放されたが、2年の時を経て衛星軌道上の拠点『ドゥームの要塞』より再び戦いの中へと身を投じる。指揮官であるヘルプリースト、そして仇敵カーン・メイカーとすべてのデーモンを滅ぼすべく、地獄の軍勢に立ち向かう。
前作においてはかつて都市国家アージャント・ドヌールを守る戦士ナイトセンチネルの一員であった事以外は不明だったが、本作ではアージャント・ドヌール出身ではなく何処からか現れた異邦人（outlander）であり、『Doom 64』にて地獄で戦い続ける事を選んだ異世界の地球人・ドゥームガイその人であったことが明かされた。この世界にデーモンが出現するよりも遥か昔からデーモンを殺し続けた末に傷つき倒れ、アージャント・ドヌールに流れ着いた時の彼は宇宙海兵隊（スペースマリーン）の装備を身に着けており、ナイトセンチネルに抜擢されてからはタラス・ナバド防衛戦の後、セラフィムによってデーモンの生命力を奪う異能力を与えられた。
VEGA（ベガ）
声 - 高宮俊介
前作においてドゥームスレイヤーをサポートした超AI。そのメインフレームは失われたが、プラエトルスーツに回収されたバックアップを元に復元され、本作ではドゥームスレイヤーの拠点となる衛星要塞から彼の支援を続ける。
終盤、及び追加エピソードでは自身の正体がメイカーの主神「ファーザー（the Father）」の精神であると示唆されている。
サミュエル・ハイデン（Samuel Hayden）
声 - 橋本雅史（DLCのみ）
前作においてドゥームスレイヤーと一時的に共闘した天才科学者。火星から地球に帰還を果たした後はアージャントエネルギーを駆使して地獄との戦いを続け、ARCの最高指揮官として人類を導き続けていた。しかしヘルブレイカー作戦の指揮中に機械化されたボディが大破、本作開始時点では意識不明状態に陥ってしまっている。
最後のヘルプリーストの居場所を探し求めるドゥームスレイヤーによって回収され、彼の衛星要塞と接続したことで復活を果たす。以後はドゥームスレイヤーを導き、カーン・メイカーの野望を粉砕するために共闘する。
セラフィム（the Seraphim）
声 - 橋本雅史（DLCのみ）
天使に似た外見をした超越種族メイカーのかつての長であり、ファーザーの側近。遥か古代より地球人類に干渉し、神として文明を密かに導いてきた存在であると言われており、ファーザーと共に地獄のデーモンと戦い続けてきた。地獄を滅ぼす事はできないままファーザーが物質界を去る際、デーモンの軍勢が再び押し寄せてきたときに備えファーザーの生命を安全な場所に隠匿する使命を授かった。他、アージャント・ドヌールと地獄との戦いに際し、密かにナイトセンチネルに属していたドゥームスレイヤーに異能を与えた。しかしこれらの行為をカーン・メイカーによって異端と断ぜられ、後者を理由にメイカーから追放されてしまった。
追加エピソードにおいては追放後に地球へと逃れ、クローンに自我を移植したものがサミュエル・ハイデンの正体（本名：サミュー・メイカー（Samur Maykr））であったことが明かされ、Part One最終盤にてドゥームスレイヤーの向こう見ずな行動を危険視し立ちはだかる。
カーン・メイカー（Khan Maykr）
超越種族メイカーの現在の長。現在はデーモンによる地球侵攻を指揮しており、これは「人類が過去に犯した罪を償う機会である」としている。
本来カーン・メイカーの名を戴くメイカーの指導者は「ファーザー」の代理人に過ぎず、一定期間ごとに交代する存在なのだが、「ファーザー」の失踪を契機に現在のカーン・メイカーの専横が発生している。彼女は自分の立場を維持し続けるために膨大なエネルギーを必要としており、かつてアージャント・ドヌールに現れたドゥームスレイヤーを通して地獄の存在を知ったことで、地獄からアージャントエネルギーを奪い取る事を思いつく。そしてナイトセンチネルとデーモンたちの戦いの中で、密かに地獄と契約を結び、地球の文明と人類の魂を地獄に差し出す見返りに膨大なアージャントエネルギーを手に入れ自らの寿命を伸ばそうと画策していた。
そうした理由からドゥームスレイヤーからは仇敵として付け狙われており、彼によってヘルプリーストを皆殺しにされたカーン・メイカーは、ドゥームスレイヤーを追放し、その隙に罪の聖像を復活させて地球全体を収穫しようと目論む。しかし帰還を果たしたドゥームスレイヤーによって、罪の聖像を制御する心臓を破壊されて計画は失敗。これにより地球を捧げるという契約が反故になったと見做されたカーン・メイカーは、デーモンの侵略を受ける前に地球を破壊しようとするも、すでにデーモンの侵略が始まっていた本拠地であるアーダックに乗り込んできたドゥームスレイヤーにより殺害された。
ヘルプリースト（Hell Priest）
ディーグ・ナイロックス（Deag Nilox）、ディーグ・ラナク（Deag Ranak）、ディーグ・グラブ（Deag Grav）の三名。カーン・メイカーに仕え、デーモンの地球侵略を率いている地獄の司祭となっている。
かつてはアージャント・ドヌールの重鎮である大司祭たちであったが、信仰対象であるカーン・メイカーの指示に従ってデーモン側に与し、前線指揮の他、ラナクは人類世界においてUACを牛耳り地獄侵略の足がかりにする、グラブはバレンにナイトセンチネルを裏切らせるなど各所で暗躍していた。そのためドゥームスレイヤーからはカーン・メイカーともども仇敵として目され、カーン・メイカーの力で各地に転移して身を潜めるも、全員がVEGAとサミュエルの探知のもと転移してきたスレイヤーによって殺害された。
バレン（Valen）
声 - 白熊寛嗣
嘗てはアージャント・ドヌールを守るナイトセンチネルの司令官であったが、ディーグ・グラブの甘言によりデーモンとの戦いの中で失われた息子を取り戻すためにデーモンと契約を結び、アージャント・ドヌールの滅亡に加担してしまう。しかしそうまでして救おうとした息子はデーモンによって既に罪の聖像に作り変えられており、悲嘆と後悔のあまり自身も地獄へと堕ちる事になった。
地獄でかつての戦友であるドゥームスレイヤーと再会（この時は字幕に“裏切り者”“Betrayer”と表記される）した彼は、デーモンを滅ぼして人類を救うことが決してスレイヤーの救済にならない事を心配して警告した後、罪の聖像となった息子を支配する心臓を破壊するための短剣を手渡し、息子の魂の救済を託した。
追加エピソードでは罪の聖像を倒し息子の魂を解放してくれたスレイヤーを助ける為、そして裏切りの罪を雪ぐ為、最終決戦に駆け付ける。
ノビク王（Novik）
声 - 土師孝也
かつてアージャント・ドヌールを治めていた王。国に現れた異邦人ドゥームスレイヤーの実力を評価し、彼をナイトセンチネルの一員として認めた。アージャント・ドヌール陥落の際に命を落としたようだが、霊魂となって再びセンチネルの聖地を訪れたスレイヤーの前に現れ、地球を救うことは彼の救済に繋がらないと警告する。スレイヤーはその警告を無視したが、以後も最後のナイトセンチネルである彼の戦いを見守り続けているようである。
インターン（Intern）
声 - 泰勇気
ARC科学者（出会った当初は字幕にこう表記される）。ドゥームスレイヤーを尊敬している。
追加エピソードではベガとハイデンに代わってスレイヤーを全面的にサポートし、Part One終盤でのスレイヤーの行動についてもただ一人だけ、早々に彼の真意を見抜いていた。

## 用語
ジャイアントアークメカ
地球製の巨大人型ロボット。描写は無いが恐らく有人機。
右手がキャノンになっている。
地球で機能停止した物が見られるのみ。
アトラン
アージャント・ドヌール製の巨大人型ロボット。本作では描写は無いが有人機。
背中に1・2門の大型エネルギー砲を搭載している他、槍で武装している機体も在る。
本編ではアージャント・ドヌールや地獄で機能停止した物やドゥームの要塞にて補修中の物が見られるのみであったが、追加エピソード Part Twoではドゥームスレイヤーを助ける為最終決戦に数機投入された。
コンセプトアートでは斧を装備している。

## 開発とリリース
パブリッシャーのベセスダ・ソフトワークスが2018年のE3でゲームを発表し、最初のゲームプレイ映像が2018年のQuakeConで初公開された。このゲームは、Microsoft Windows、PlayStation 4 、Nintendo Switch、Xbox One向けに発売される予定である。2019年、 Doom EternalがGoogleのストリーミングプラットフォーム「Stadia」に登場することが発表された。ゲームはid Softwareによって開発されている（Nintendo Switch版の開発はPanic Button）。2016年の前作に引き続きヒューゴ・マーティンがゲームディレクターを務めている。 
本作はid Tech 7エンジンで開発された最初のゲームである。ゲームディレクターのマーティ・ストラットンによると、チームはプレイヤーの探索用に「地球上の地獄」を含むより大規模で多彩な場所を特徴とする「Doomユニバース」の作成を目指していた。マルチプレイヤーの開発を「Certain Affinity」に外部委託した前作とは異なり、id Softwareはマルチプレイヤーの体験をより「社会的」かつシングルプレイヤーキャンペーンに「繋げる」ことを目的として社内で開発している。チームはSnapMapモードを削除し、そのリソースを再割り当てして、発売後キャンペーンのダウンロードコンテンツ（DLC）を制作することにした。当初は2019年11月22日に発売を予定していたが、2020年3月20日に延期された。Nintendo Switch版は後日発売される。 
ビジュアル面においては、オリジナル版『DOOM』により近いものを目指しており、敵のデザインは2016年のゲームからオリジナル版に近いものに変更された。また、開発者たちは初日から装備武器を画面中央に配置するオプションを搭載し、発売後のアップデートでDoom 2016にも追加された。 
その一方で、マローダーなど、従来の『DOOM』にはいなかったタイプのキャラクターも作られた。ヒューゴ・マーティンは、マローダーをダース・モールやチェスのクイーンにたとえている。
また、マルチプレイヤーモードにおいてデーモン側プレイヤーがドゥームスレイヤー側プレイヤーを妨害するために設置するハザードというアイテムは、わかりやすくするために緑色のゼリーのように描かれた。
米国では、発売日の3月20日が任天堂の『あつまれ どうぶつの森』の発売予定日でもあったため、GameStopは新型コロナウイルスのパンデミック対策としての混雑緩和のために1日早い3月19日に本作の販売を開始した。 
このゲームは2019年の開発中に亡くなったidのプログラマー、スティーヴン・アッシュへの弔辞が記されている。 

## 音楽
ミック・ゴードンがゲームの主任作曲家として復帰する。2019年1月、彼はゲームのサウンドトラックに寄与する「メタルスクリーマーズ」のレコーディングセッションへの参加を呼びかけた。2020年3月に投稿された動画では、「ヘヴィメタル合唱団」には、多くのメタルボーカリストの中にスタティック-Xのトニー・カンポス、AbortedのSven deCaluwé、Black Crown Initiateのジェームズ・ドートン、そしてTengger CavalryのNature Nature Ganganbaigalがいることが明らかになった。オクタビストのエリック・ホロウェイもサウンドトラックの一部にボーカルを提供するために採用された。 

## 評価
レビュー収集サイトのMetacriticによると、Doom Eternalの評価はWindows版は「普遍的な称賛」（Universal acclaim）、PlayStation 4およびXbox One版は「概ね好意的」（Generally favorable）であった。批評家は、キャンペーン、グラフィック、戦闘、サウンドトラック、ストーリーテリングおよび前作からの改良点を賞賛した。 
その一方で、マローダーについては、従来のプレイスタイルが通用しない点から、賛否両論が起こった。AUTOMATONのIshii Ryukiは前作からの変化を受け入れられるか否かが楽しみ方につながるとしつつも、マローダーに対する賛否両論が開発者の意図通りであると述べ、天敵としての役割を果たしている証拠だとしている。

### 受賞・ノミネート
Doom Eternalは、2018 Golden Joystick Awardsの 「Most Wanted Game」にノミネートされた。Game Critics Awards 2019では、ゲームはベストPCゲームとベストアクションゲーム賞を受賞した。 

### 売上
ゲームの発売日には、Steamでの同時接続者数が前作『Doom』（発売時）の2倍を超える10万人を記録した。本作は発売週の週末の売上がDoomの時より倍増した。英国の売上チャートでDoom Eternalのパッケージ版の売上は前作より33％減少したものの、『あつまれ どうぶつの森』に次いで2位にランクインした。 